# نوسجة دوبوازية
النوسجة الدوبوازية (الاسم العلمي: Histoplasma duboisii) هي فطر ينتمي لجنس النوسجات. كانت تسمى سابقا بالنوسجة المغمدة ضرب الدوبوازية (Histoplasma capsulatum var. duboisii). وهي المسبب لداء النوسجات الأفريقي.